# Asclepias fascicularis
Asclepias fascicularis es una especie de la familia de las apocináceas.

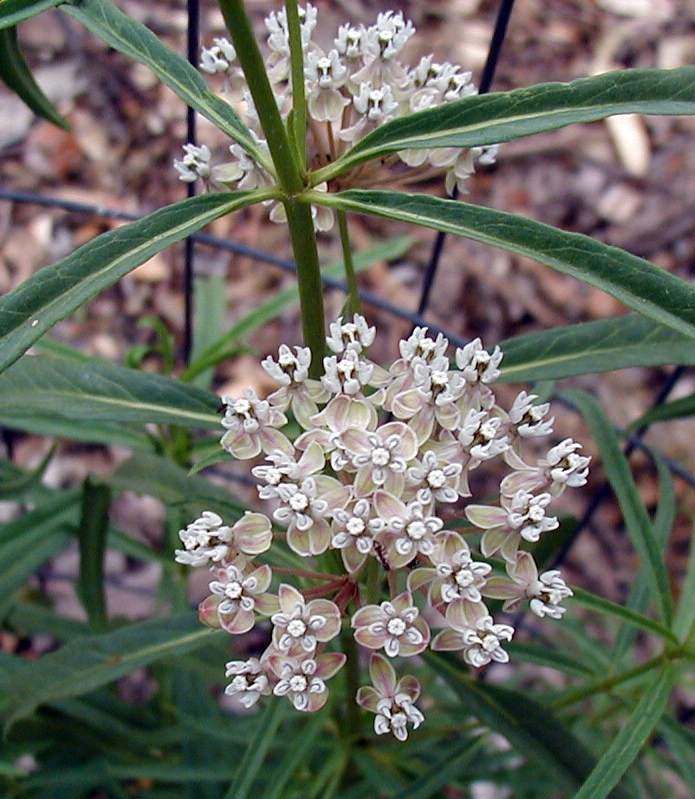
Inflorescencia

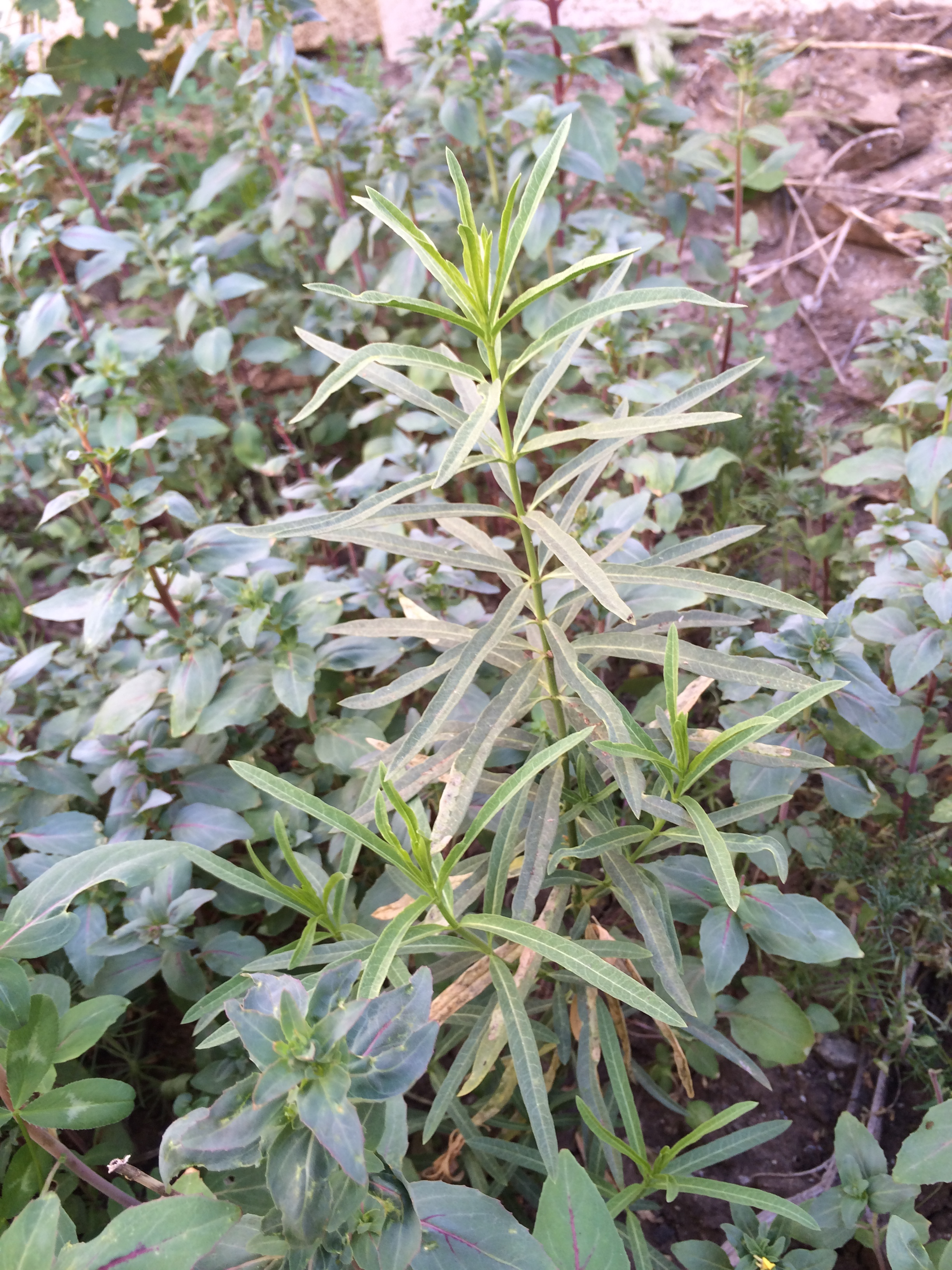
Vista de la planta

## Descripción
Es una planta herbácea perenne con muchos tallos delgados, erguidos y teniendo el distintivo de que las hojas son muy estrechas y a menudo verticiladas sobre el tallo, dando a la planta su nombre común.  Florece en racimos de flores de color lavanda o blanco que tienen  cinco lóbulos recogidos que se extienden por fuera de la flor. Los frutos son lisos con las vainas que se abren para derramar las semillas, con abundantes pelos sedosos. 

## Distribución y hábitat
Esta planta es común en el oeste de Estados Unidos y Baja California.

## Taxonomía
Asclepias fascicularis fue descrita por  Joseph Decaisne  y publicado en Prodromus Systematis Naturalis Regni Vegetabilis 8: 569. 1844.
Etimología
Asclepias: nombre genérico que Carlos Linneo nombró en honor de Esculapio (dios griego de la medicina), por las muchas aplicaciones medicinales que tiene la planta.
fascicularis: epíteto latino que significa "con fascículos".
Sinonimia
- Asclepias fasciculata Hemsl.
- Asclepias macrophylla Nutt.
- Asclepias macrophylla var. comosa Durand & Hilg.
- Asclepias mexicana Cav.
- Asclepias verticillata var. galioides (Kunth) E. Fourn.
- Asclepias verticillata var. mexicana (Cav.) E.Fourn.[3]